# 風のクロノア2 〜世界が望んだ忘れもの〜
『風のクロノア2 〜世界が望んだ忘れもの〜』（かぜのクロノア2 せかいがのぞんだわすれもの）は、2001年3月22日にナムコ（後のバンダイナムコゲームス）より発売されたPlayStation 2用アクションゲームソフト。風のクロノアシリーズの一作。公称ジャンルは「3Dドラマティックアクション」。欧米版タイトルは Klonoa 2: Lunatea's Veil（直訳: クロノア2 ルーナティアのベール）。
『風のクロノア』シリーズの第1作『風のクロノア door to phantomile』 (PS) の続編であるが、ストーリー上の直接の繋がりはない。シリーズ全体では『風のクロノア ムーンライトミュージアム』 (WS) に続く3作目である。
本作とWii版『風のクロノア door to phantomile』のリマスター版を収録した『風のクロノア 1&2アンコール』が2022年にマルチプラットフォームで発売された。

## 概要
ゲームの基本的なシステムは前作『風のクロノア door to phantomile』と全く同じで、画面は3DCGで表現されるがゲームの性質は2Dの横スクロールアクションゲームと同様である。プラットフォームを前作のPlayStationからPlayStation 2に移したことにより、CGの品質は大幅に向上し、キャラクターたちはトゥーンシェーディング技術に似た「クロノアフィルター」と呼ばれる独自技術で描かれる。幕間に挿入されるイベントシーンも、前作はムービーの再生であったのに対し本作では全てをリアルタイムで描画している。
本作よりクロノアの服装のデザインが変更され、青い帽子・服に赤い靴の組み合わせになり、以降のシリーズでこれが定着している。
CMソングは円広志の「夢想花」の歌詞の一部を変えたもので、歌唱は円本人が担当している。

## 設定

### ストーリー
本作は架空の世界「ルーナティア」を舞台とし、主人公・クロノアが「泪の海」の岸に打ち上げられているところを、巫女見習いの少女・ロロに発見されるところから物語は始まる。神秘の力を持つ「四つの鐘」により調和の保たれていた世界に、闇の力を持つ「五つ目の鐘」が生まれ、ルーナティアは破滅の危機にあった。ロロに協力を求められ、わけもわからぬままに冒険を始めるうち、世界を混乱に陥れようとする女空賊レオリナと対立し、クロノアはルーナティアを救うために4つの国を冒険することになる。

### 国家
安らぎの国 ラ・ラクーシャ
クロノアが初めて訪れることとなる国。宗教国家ではあるものの、厳格な政治体系をもたず、それぞれがクレア母神に帰依することで穏やかに暮らしている。クレア・モハ寺院という寺があり、そこで巫女が修行を積む。また、あちこちに使い子様の像を見かけることができる。
喜びの国 ジョイラント
国全体が遊園地で構成されている国。国民は従業員と客に分かれ、交代制で毎日遊んでいる。名物はフロートボードに乗って川下りをするスリル満点のジャングルスライダー。遊具やアトラクションは日々過激さを増しているのだが、安全管理が徹底されているのか、死傷者が一度も出たことがないらしい。ちなみにジョイラントのアイドルは玉乗りが得意なジョラ君。
怒りの国 ボルク
ルーナティア随一の近代化が進んだ国。常に内戦状態で戦争ばかりしている。これによる死傷者が出ているのかは不明だが、子供が遊んでいる公園に爆弾が落下するなどかなりひどい状態である。地下は巨大な兵器生産工場がある。ボルクで使われるエネルギーは地下と地上のエネルギー炉によって賄われている。なお、もっとも発達した技術は建築技術で、全壊した家でも3日で直る。『クロノアヒーローズ 伝説のスターメダル』にも同名の国家が登場する。
惑いの国 ミラ・ミラ
ひそかの湖に隔てられ、よそ者を受け付けない豪雪地帯の国。国民は皆、過去ばかりを見つめいつも物思いにふけっている。想い出の美術館というところがあり、中は1種の亜空間になっている。展示されているのはそれぞれの思い出であり、その人の思い出を映し出す鏡もある。
哀しみの国 フーポニア
もともとほかの4つの国に連なっていた国。世界が哀しみを否定したことで存在を封じられ、人々の記憶からも抹消されていた。そのため、住民は哀しみの王ただ一人である。中央に哀しみの塔がそびえ、ここに哀しみの鐘と哀しみの王がいる。また、泪の海にある建造物はもともと哀しみの国のものである。
ちなみに作中では「五つめの国」「哀しみの国」とだけ呼ばれ、会話中にこの国の名前が「フーポニア」と呼ばれることは一度もない。ただしモメット・ハウスのコンサートホールにてこのステージの曲名が「フーポニア（Hyuponia）」となっているため、確認は可能。

## キャラクター

### ボスキャラクター
鋼殻奇獣フォルガラン
クレア・モハ寺院で戦う、レオリナが操る幻獣。円盤状の体に機械の龍の頭と三本の腕が付いた形で、機関車の汽笛のような咆哮をあげる。口から吐き出すトゲ付き鉄球と爪が武器。尻尾の付け根が弱点。
花道化レプティオ
声 - 長嶝高士
ジョイランド中央広場で戦う、レオリナが操る幻獣。頭の先が花になったピエロで、奇妙な笑い声をあげる。四人に分身したり、筒状の装甲を被ったりといったトリッキーな動きをする。
機動戦車ビスカーシュ
ボルクホールで戦う、ボルクの警備マシン。空中を飛行して移動し、誘導ミサイルを撃ってきたり、車体の両側から巨大なローラーを出す。
ボス戦後に変形して復活し、次の市街地ステージではレーザーで地面を焼きつつクロノアを追いまわす。しかしステージの最後で列車と正面衝突し、完全に停止した。
従鳥ポロンテ
まどいヶ峠で戦う、巨大な鳥。卵に目と足がついた「ポロンテエッグ」形態と、卵から出た形態の二段階がある。
ポロンテとはフロートボードに乗った状態で戦うが、「ポロンテエッグ」形態の時はロロがいないため、コース上の加速リングを使った体当たりでダメージを与える事になる。
忌まれしレオリナ
箱舟イシュラスのエンブリヨ･コンパスで戦う、哀しみの力に呑まれて幻獣と化したレオリナ。正式名は巨大幻獣カースド・レオリナ。長い足と膨れた腹が特徴で、レオリナのトレードマークであるはねた前髪が残っている。
光の玉を出しつつ突進、跳びあがってからの押しつぶし、衝撃波といった攻撃を繰り出す。ある程度ダメージを与えると、全身が黒くなり、押しつぶしのみをするようになる。
哀しみの王
最終ボス。自らの心の殻に閉じこもるシェルモード、周囲に心の壁を展開しながら攻撃をするスフィアモードを駆使してくる。シェルモード時にはフロートボードに乗って戦う事になる。
シェルモード時にはネモムゥと瓦礫を召喚、殴りつけて攻撃してくる。スフィアモード時には二つのビットと、心の壁のコアから放つレーザーを武器とする。
スフィアモードでは、リングがエレメントによって強化され、掴んだビットが投げても何度か手元に戻ってくる。

## 受賞歴
- PlayStation Awards 2001 ベストキャラクター賞5位